# 벨로카멘나야역
벨로카멘나야역(러시아어: Белокаменная)은 모스크바 지하철 모스크바 중앙 순환선의 역이다.

## 지리
인근에 엘크 아일랜드 국립공원이 위치하고 있다.

## 사진

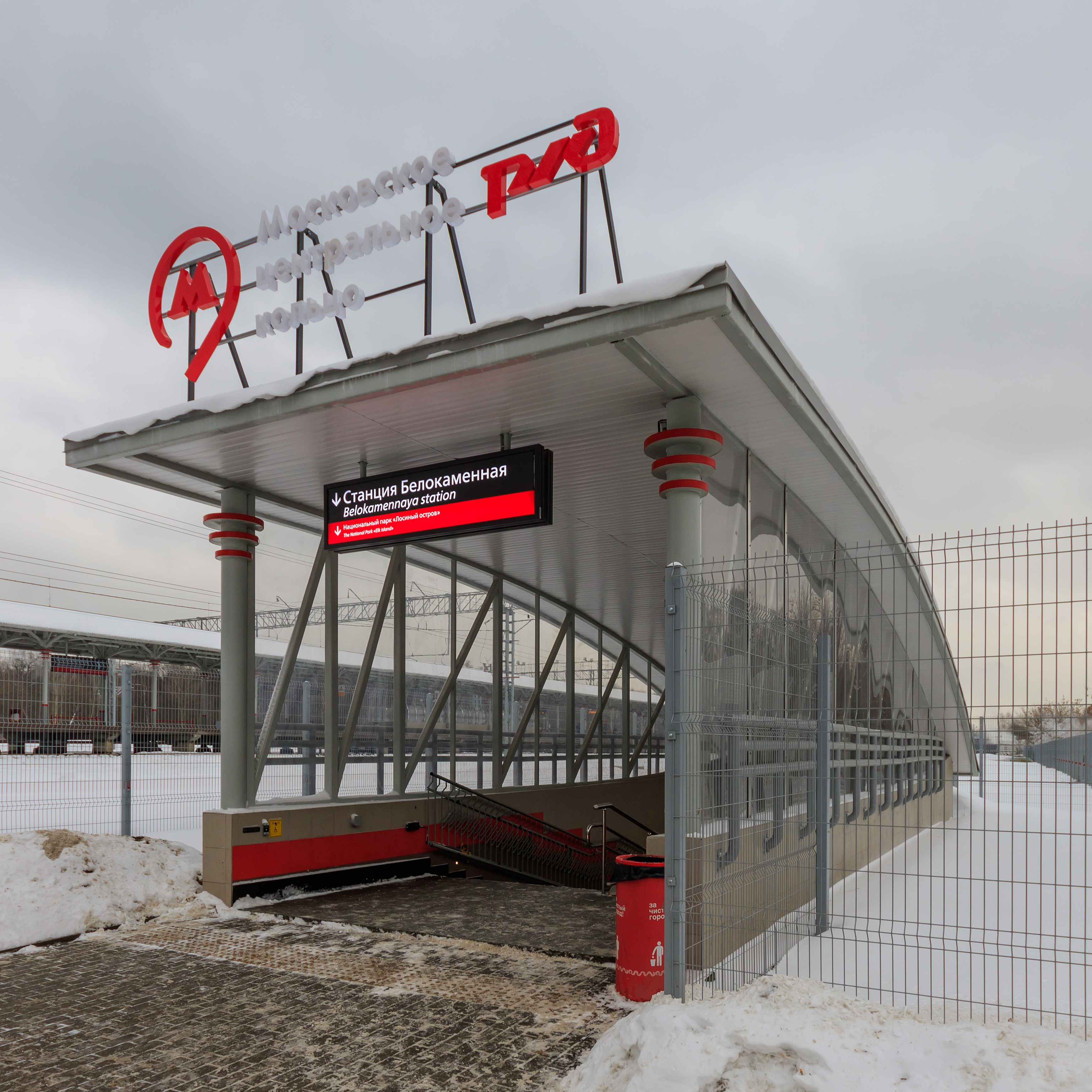
입구
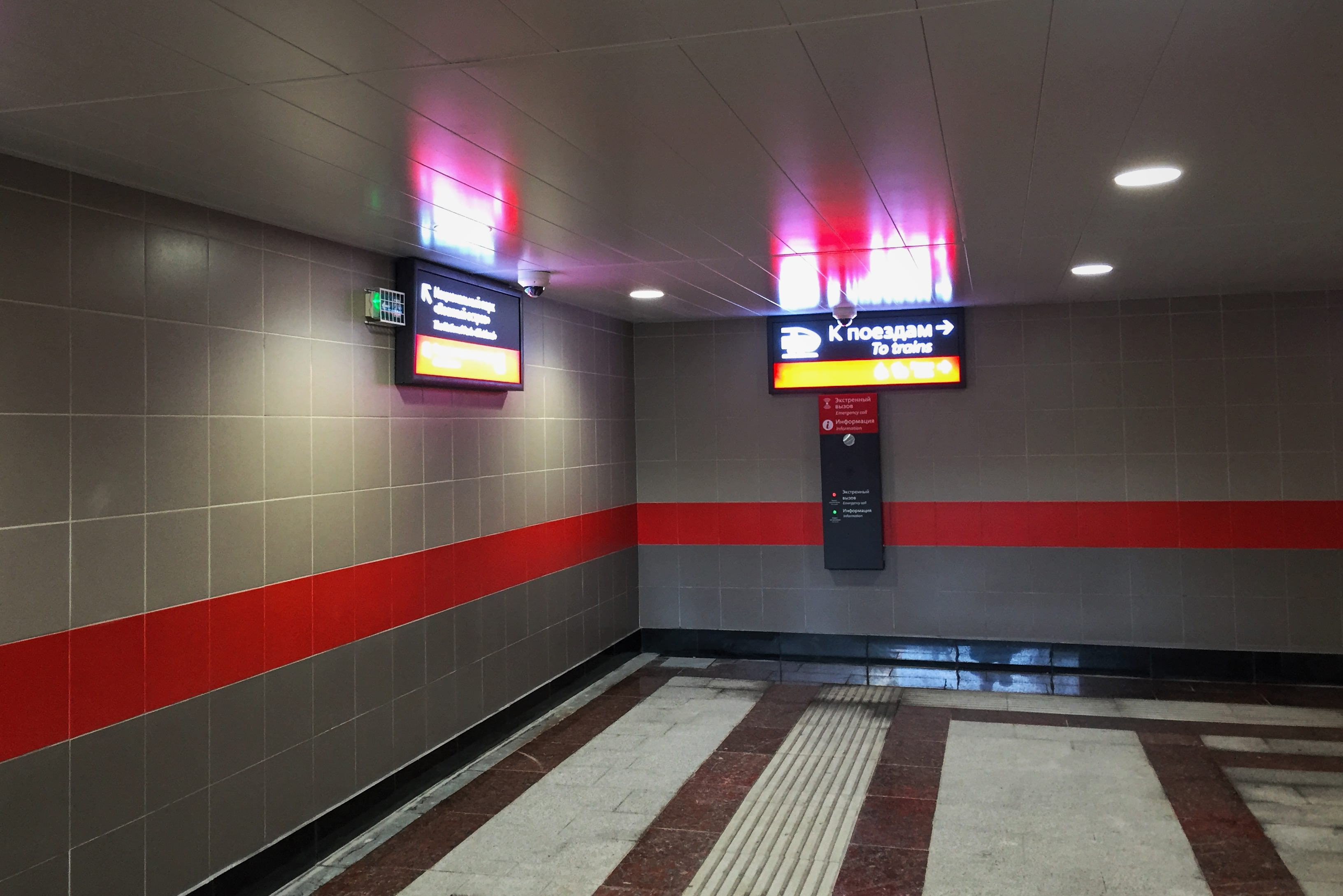
대합실 벽
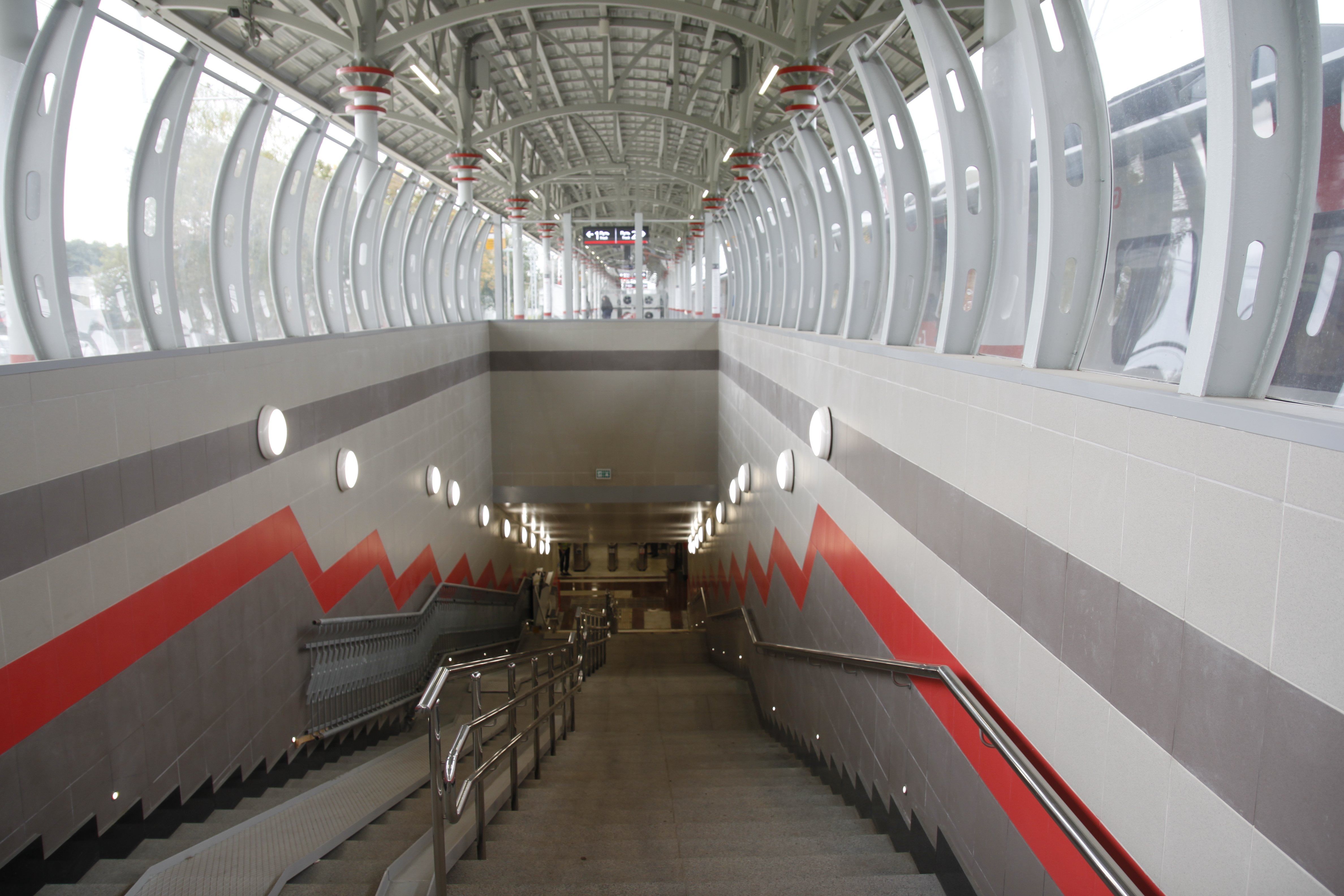
계단
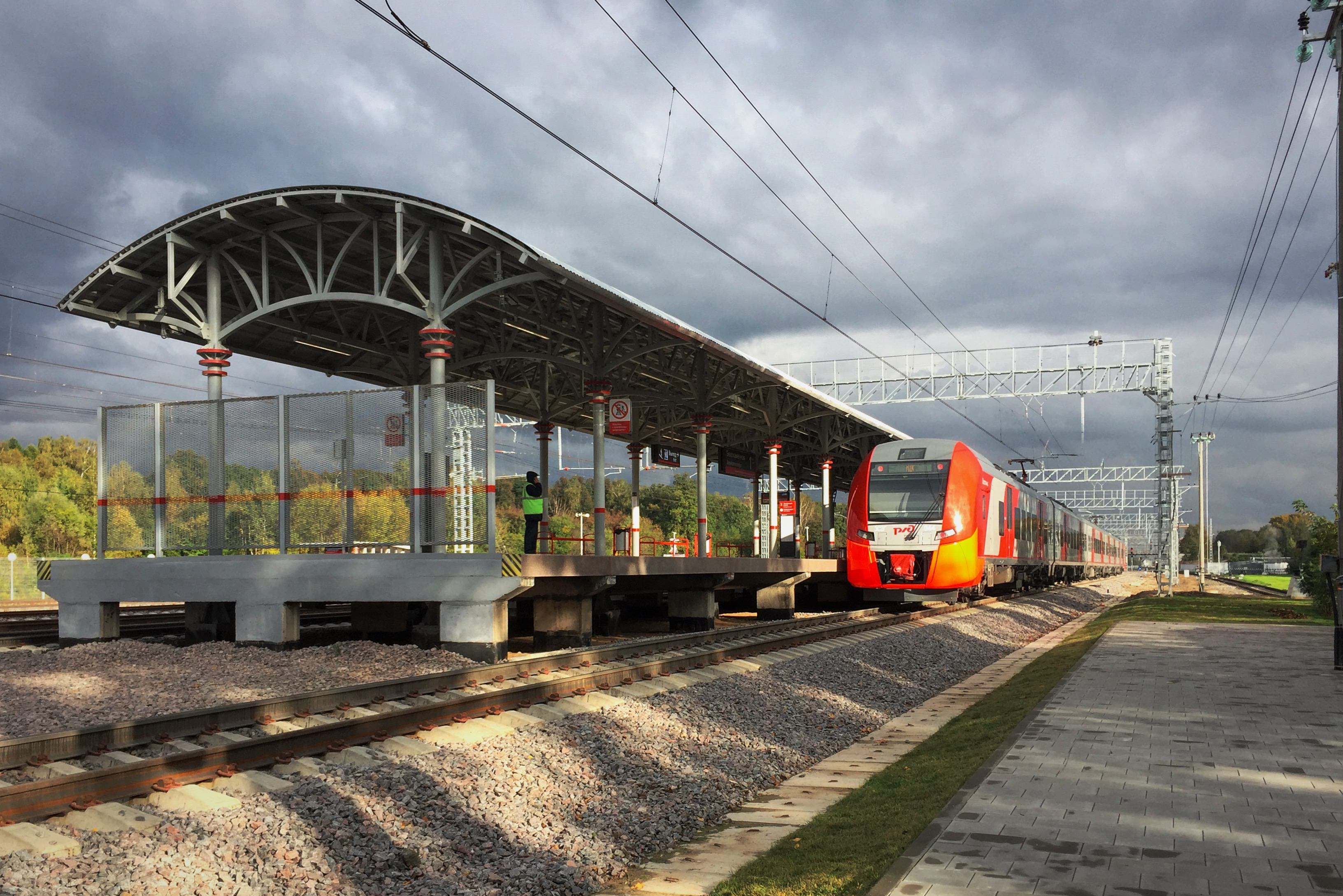
역 전경